# Therme Erding
Therme Erding je německý aquapark, druhý největší termální komplex v Evropě (po bukurešťských lázních). Má rozlohu 185 000 metrů čtverečních a nachází se v bavorském městě Erding.

## Části

### Galaxie (německy: Galaxy)
Zde se nachází 27 tobogánů a skluzavek,z toho 2. nejdelší v Evropě. Skluzavky jsou řazeny do 3 obtížností: Rodina, Akce, X-Treme. Na střeše je kopule, která lze otevřít. Aquapark nabízí i virtuální realitu na tobogánu.

### Thermenparadies
Má rozlohu 27 500 metrů čtverečních. Areál je zase zakryt kopulí, kterou lze otevřít. Nachází se zde termální bazén o rozloze 1 450 metrů čtverečních s barem u bazénu, jeskyní, vodopádem, sprchou na krku, masážními tryskami, vířivkami a současnými kanály. V okolí bazénu jsou tiché pokoje, masáže, lázně, parní lázeň, bio-sauna, dětský koutek a restaurace. Je zde i termální zahrada s Bazénem, písečnou pláží, plážovým barem, hřištěm na plážový volejbal a venkovními skluzavkami.

### Vital-Oase (16+)
K dispozici je lázeňský bazén s barem u bazénu, sírový minerální pramen, oblečené sauny, tiché pokoje a restaurace

### Saunaparadies
Zde se nachází 35 saun. Wellness centrum bylo největší na světě.

## Galerie

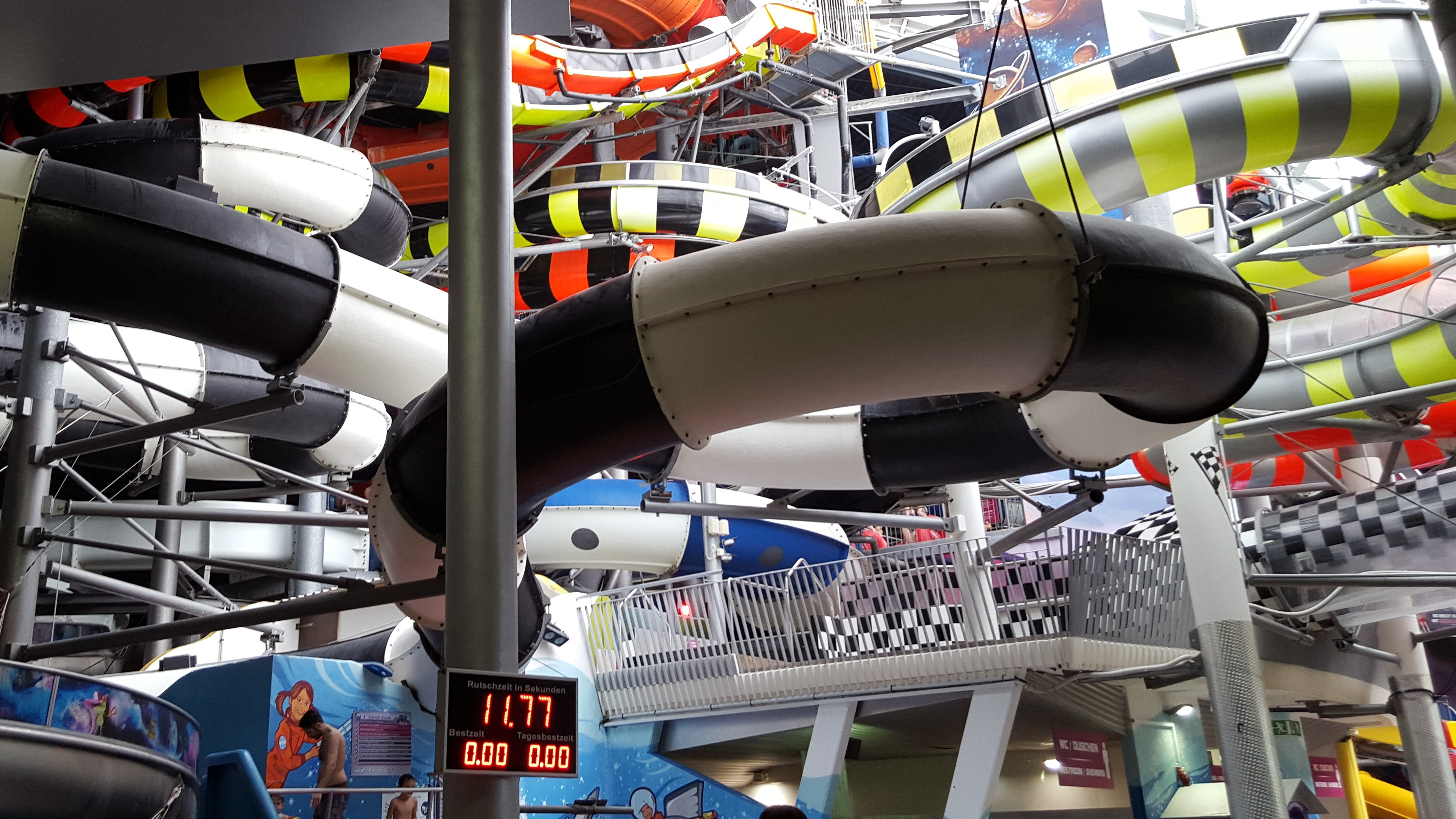
tobogány a skluzavky
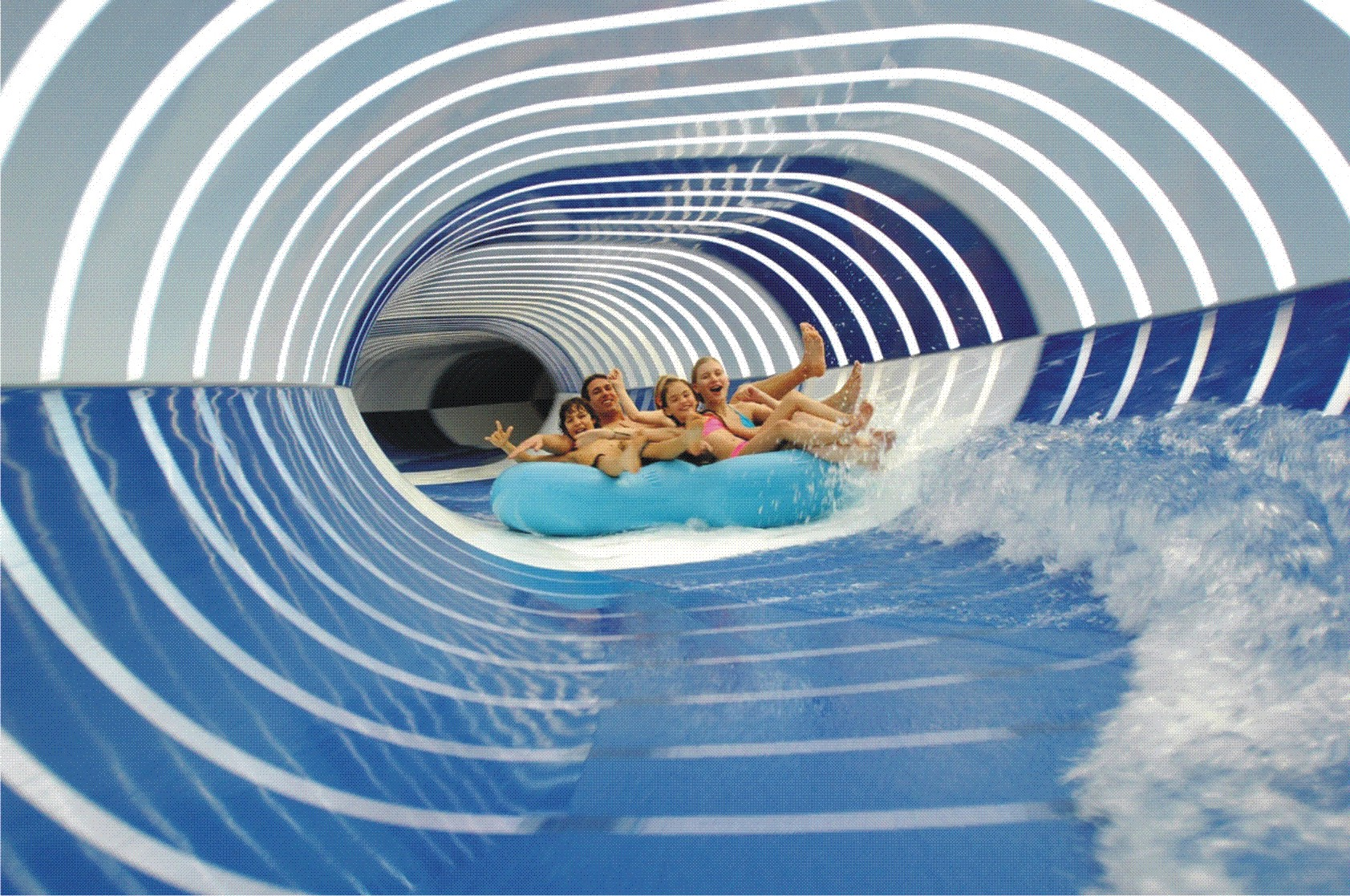
tobogán Magic eye
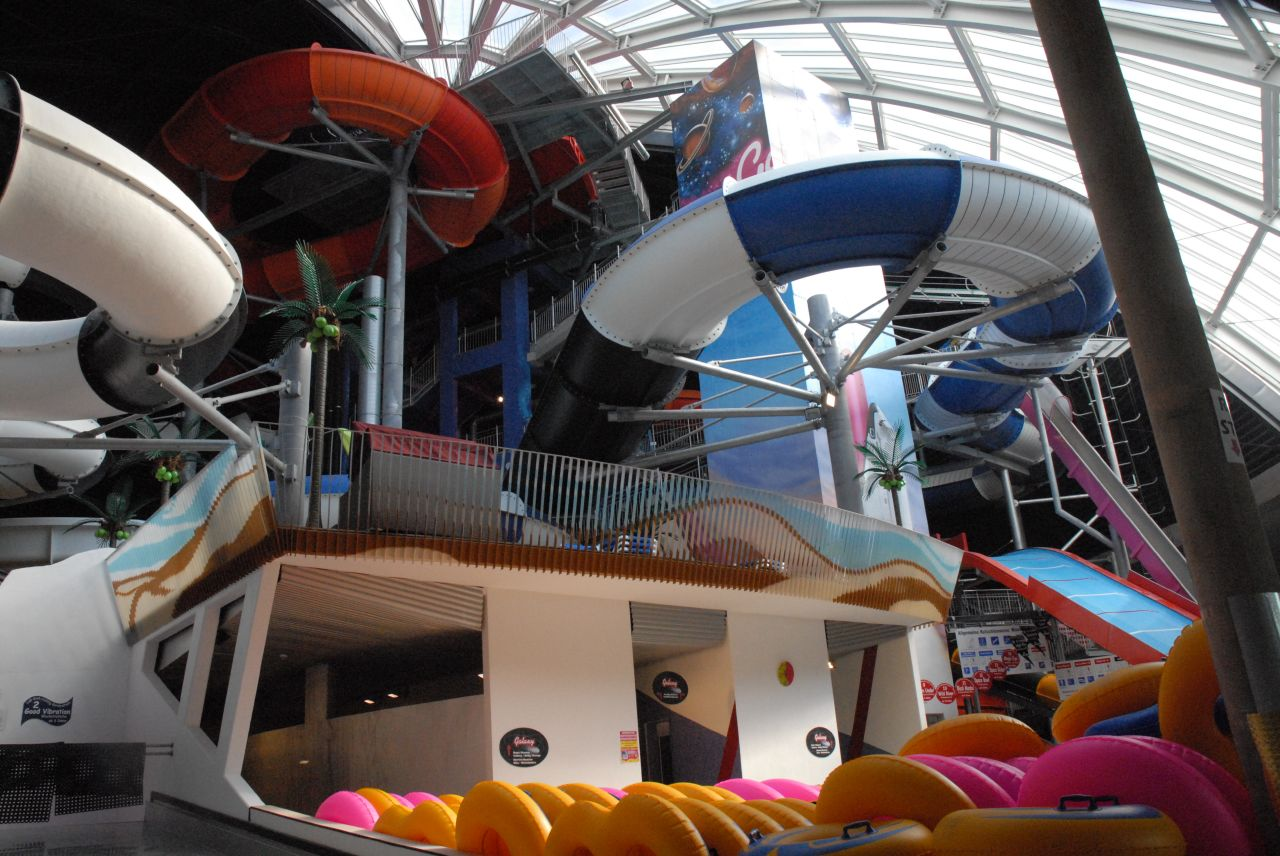
tobogánová věž
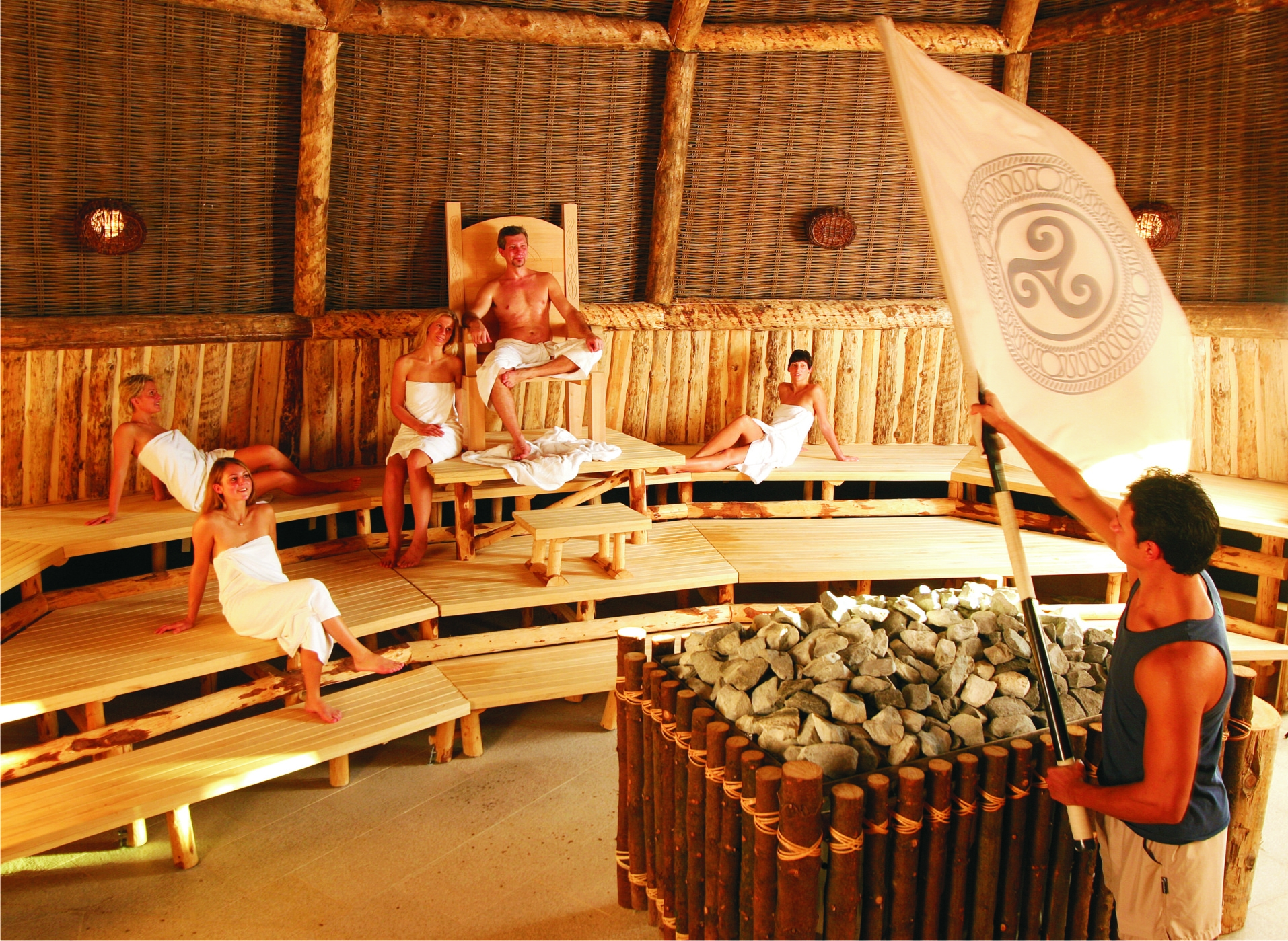
sauna
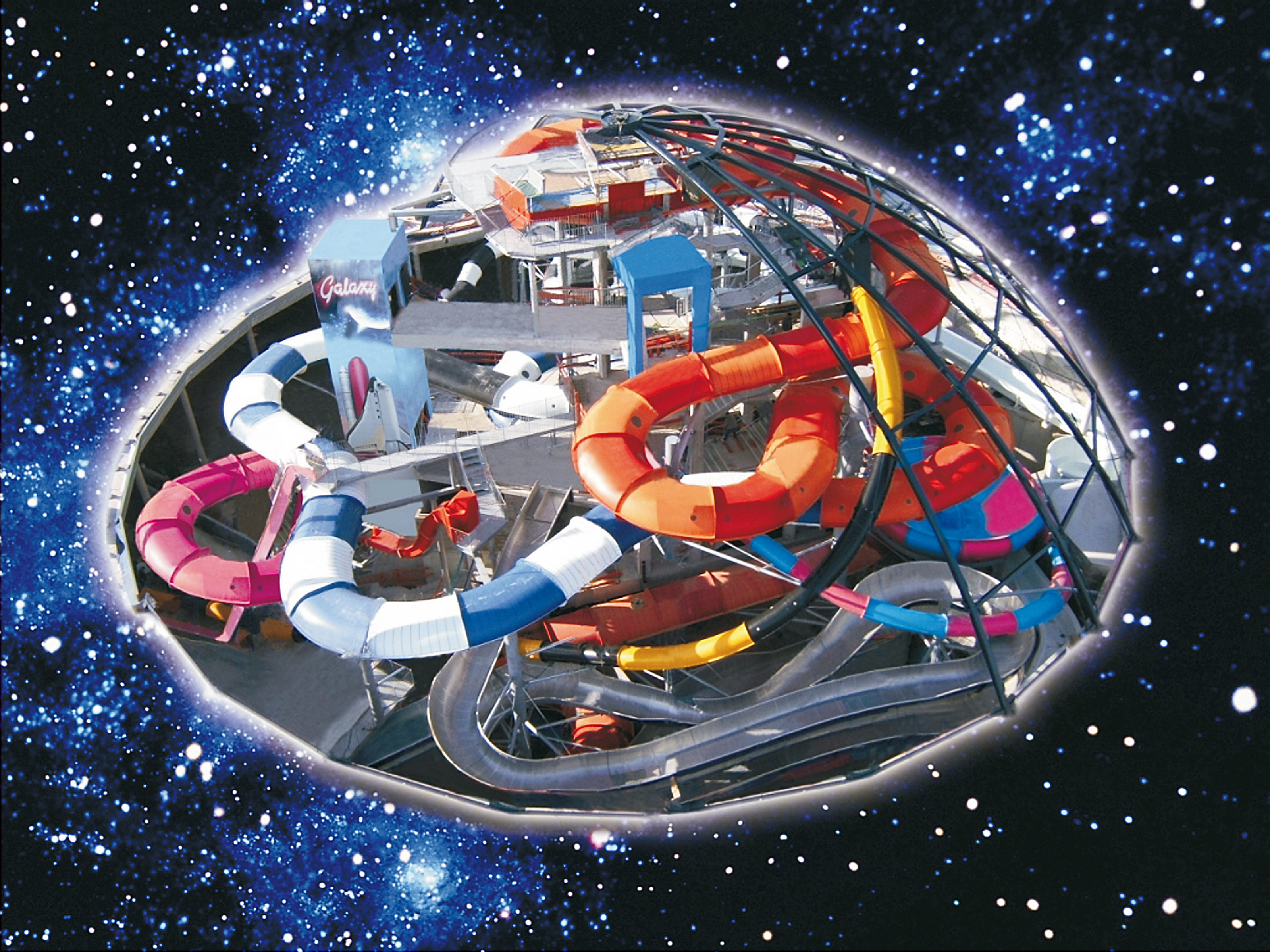
kopule tobogánů